# TT Reuter
TT Reuter är en svensk musikgrupp från Lund som bildades 1978 som en direkt fortsättning på bandet New Bondage. Medlemmar var Henrik Venant, Peter Puders, Peter Ivarss och Peter Strauss. En kort stund spelade även Ola Åstrand gitarr i bandet. TT Reuter var ett av de mest tongivande banden på skivbolaget Heartwork som för övrigt grundades och fortfarande drivs av Henrik Venant. Bandet upplöstes 1981.
Efter TT Reuters upplösning bildade Henrik Venant och Peter Ivarss Underjordiska Lyxorkestern tillsammans med medlemmar från Garbochock och Peter Puders började spela med det Stockholmsbaserade bandet Commando M Pigg.
2010 återbildades TT Reuter. Nu med David Sivén på bas. Bandet spelade sporadiskt under de första åren på 2010-talet. Den 23 december 2020 släpptes en ny singel, Vem äger rymden?, på digitala plattformar. Under första kvartalet 2021 väntas en ny LP släppas. Denna skiva kommer att utgöras av inspelningar som gjordes av Venant, Puders, Sivén och Strauss.

## Diskografi

### Album
- Kontroll av den udda guden 1979
- Sång, dans, sex 1981
- TT Reuter III Live 1981
- TT-Reuter 1995
- Kontroll av den udda guden cd 2004

### Singlar
- Inuti mig/Hör inte till 1979
- Gudarnas puls/2000 år 1980
- Guldpojken/Pilar i hjärtat 1980
- (Demo) Strandsatt/Inuti mig/Skog av glas 1980
- Vem äger rymden? 2020

### Medverkan på samlingsskivor
- Punk är trevligt – Jazz är farligt 1979, Bilder av ett mörker / Sakta in i allt
- Heartwork live klubb 2000 1980, Ökenliv
- Schlagers sommarkassett utgiven av tidningen Schlager 1981, Den gudomlige
- Vägra Raggarna Benzin vol. 2 1998, Hör inte till